# كراسنوتوريينسك
كراسنوتوريينسك (بالروسية: Краснотурьинск) هي إحدى مدن روسيا في الكيان الفدرالي الروسي سفيردلوفسك أوبلاست. تقع علي نهر توريا . تم تصنيفها كمدينة سنة 1944.

## أعلام
- إدوارد ليفاندوفسكي
- إيفان ميلينكوف
- ألكساندر بوبوف